# Cornicephalus jilinensis
Genre
Espèce
Cornicephalus jilinensis, unique représentant du genre Cornicephalus, est une espèce d'araignées aranéomorphes de la famille des Linyphiidae.

## Distribution
Cette espèce est endémique du Jilin en Chine,.

## Étymologie
Son nom d'espèce, composé de jilin et du suffixe latin -ensis, « qui vit dans, qui habite », lui a été donné en référence au lieu de sa découverte, le Jilin.

## Publication originale
- Saaristo & Wunderlich, 1995 : Cornicephalus jilinensis n.sp. - a new spider genus and species from China (Araneae: Linyphiidae: Micronetinae). Beiträge zur Araneologie, vol. 4, p. 307-310.